# Messier 46
Messier 46 este un obiect ceresc care face parte din Catalogul Messier, întocmit de astronomul francez Charles Messier.